# Arboretum de Vendresse
L’arboretum de Vendresse, aussi connu comme l’arboretum du Bois de la Vierge, est un arboretum créé par Pol Bouin et  situé sur le territoire de la commune de  Vendresse, dans les Ardennes, France. 

## Localisation
L’arboretum est situé légèrement au nord du village, dans la forêt domaniale de Vendresse.  
Pour s’y rendre de la place de la mairie de Vendresse, prendre direction Nord, la rue de la halle, et sortir du bourg. En haut de la rue, prendre le chemin du bois de la Vierge. L’arboretum est en début de forêt. Il est ouvert tous les jours.
Le chemin du Bois de la Vierge permet également d’accéder à une crête où le point de vue sur la vallée de la Bar est intéressant.

## Historique
L'arboretum a été créé en 1912 par Pol Bouin. Il avait acquis ce terrain forestier pour y chasser : 191 hectares en 1912 et 249 hectares supplémentaires en 1922. Il y avait planté des espèces exotiques, dont des Douglas. Quelques années auparavant, des arboretums avaient été créés dans les Ardennes belges, à Gedinne par exemple, pour tenter d'identifier des espèces exotiques susceptibles de participer utilement à la production de bois.
À partir de 1948, ayant arrêté son activité de scientifique, Pol Bouin était revenu habiter à Vendresse et suivait avec fierté l’évolution de ses plantations et de la taille de ses arbres. Après son décès en 1962, le domaine a été acheté dans un premier temps par la société des Hauts fourneaux de la Chiers puis est devenu, en 1964, une forêt domaniale propriété de l’État.

## Description
Il contient des variétés d'espèces d'arbres, locales ou non, avec au pied de chaque arbre, des mentions sur la variété. On trouve parmi les essences présentées le charme (carpinus betulus), l'érable sycomore (acer pseudoplatanus), le chêne rouvre (quercus petraea), le chêne rouge (quercus rubra), le sapin pectiné (abies alba), le frêne commun (fraxinus excelsior), le hêtre (fagus sylvatica), le bouleau verruqueux (betula pendula), le tilleul (tilia cordata), le châtaignier (castanea sativa), le cèdre de l'Atlas (cedrus atlantica),  l'alisier torminal (sorbus torminalis), le robinier (robinia pseudoacacia), le cyprès de Lawson (chamaecyparis lawsoniana), et le sapin de Vancouver (abies grandis).

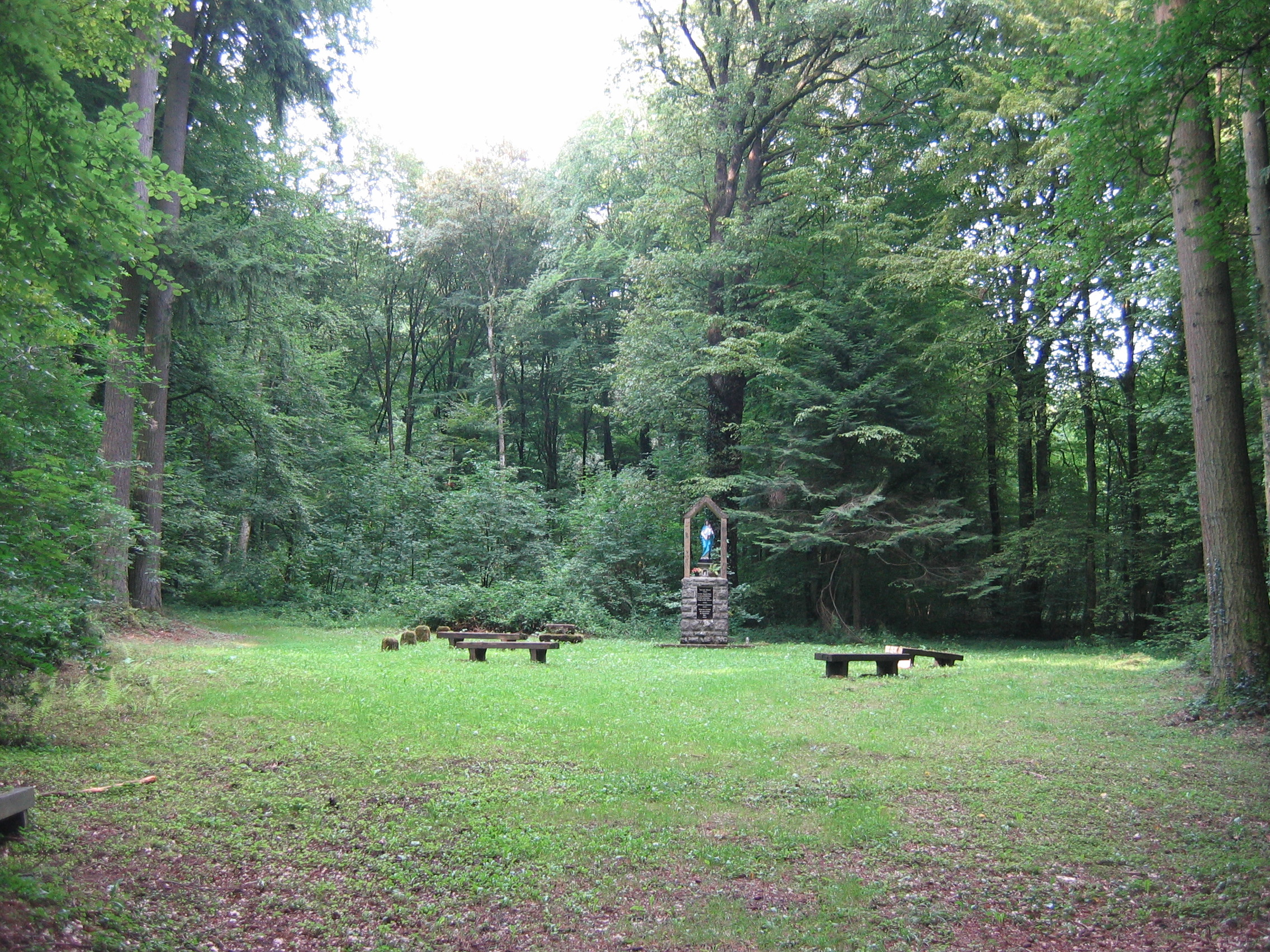
Oratoire de la Vierge
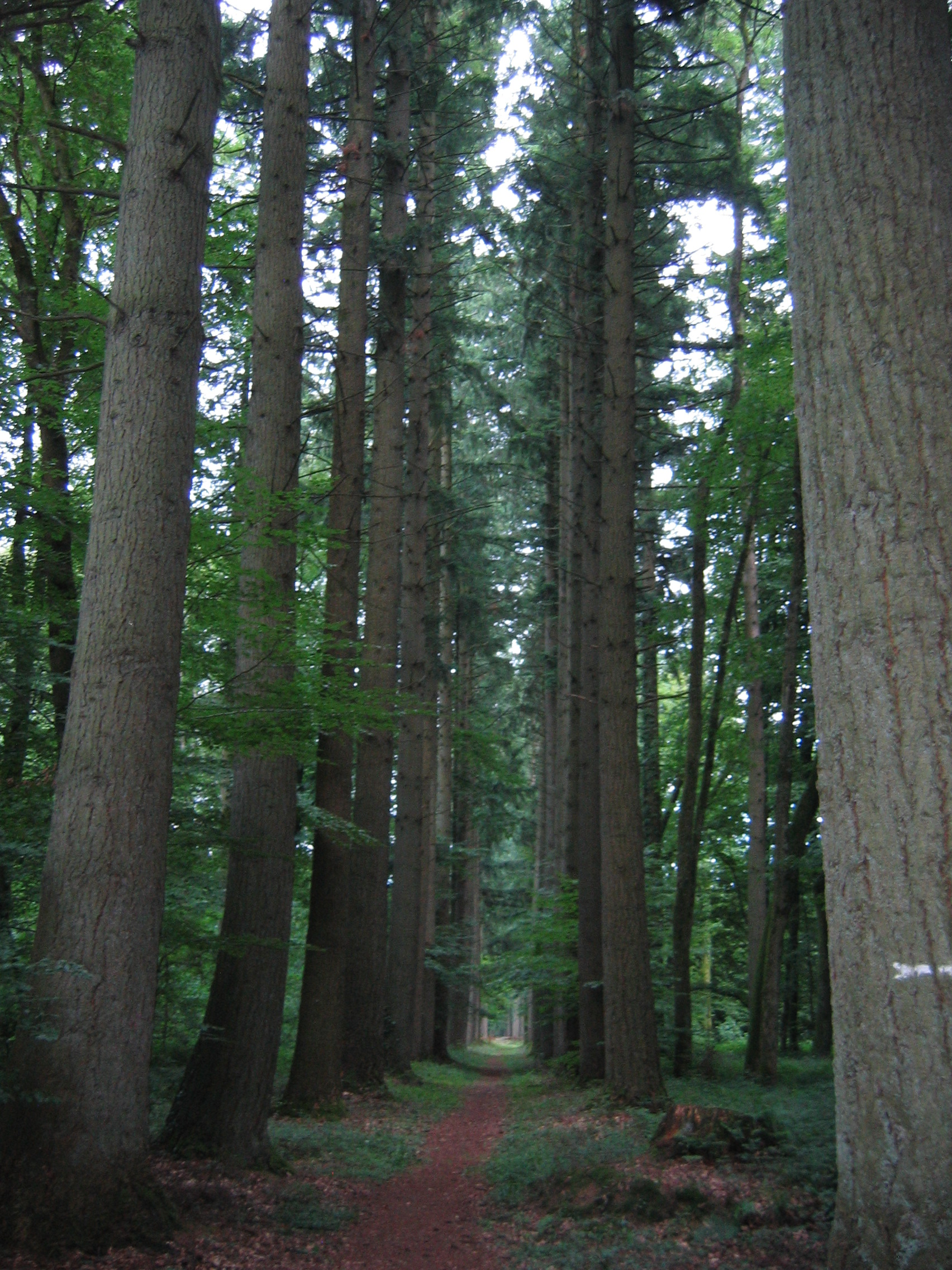
Une allée de Douglas
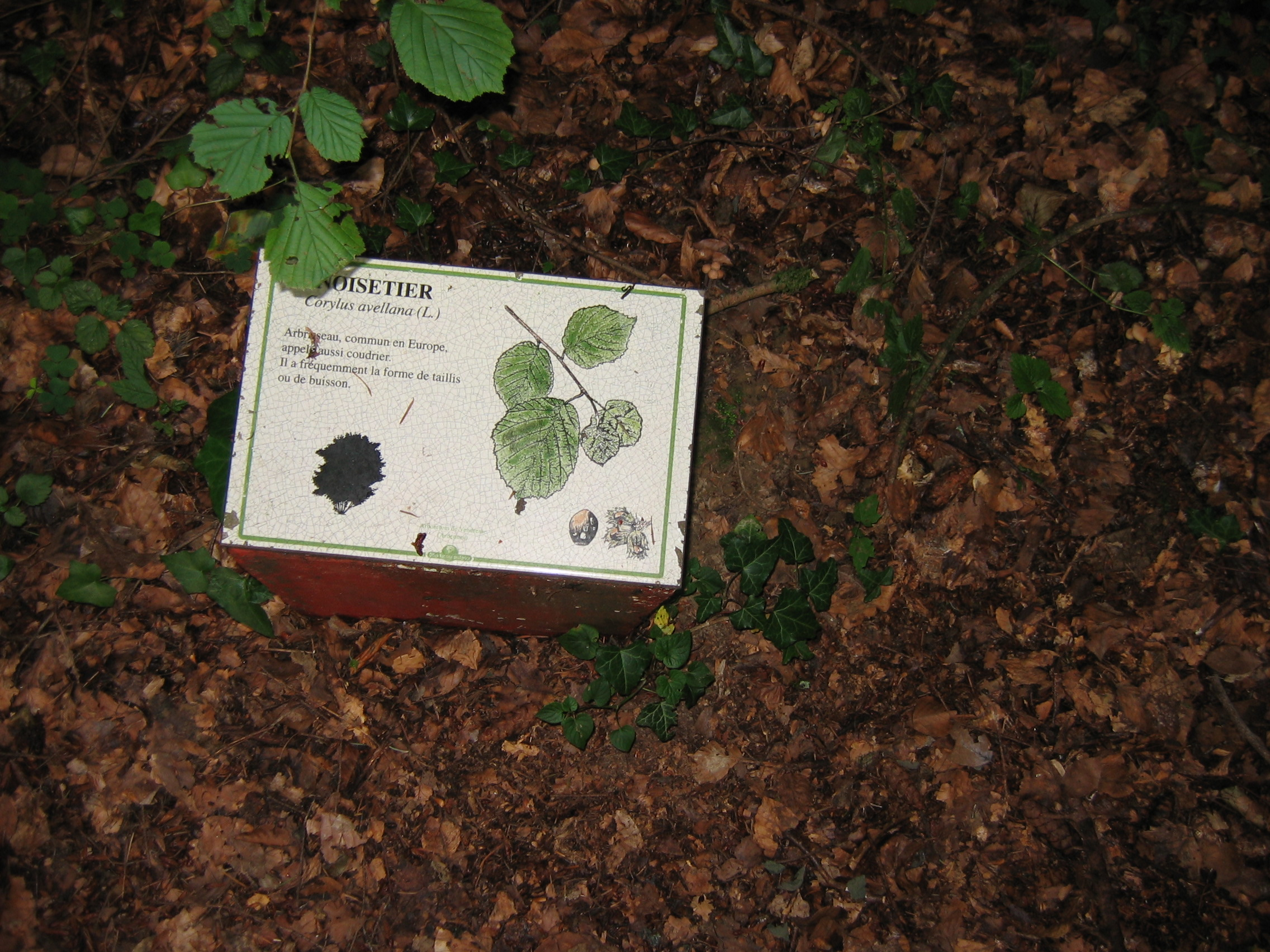
Exemple de mentions

L'arboretum est remarquable également par une allée de près de deux kilomètres de long de sapins de Douglas (Pseudotsuga menziesii), appelés aussi pins d'Oregon. « Cette allée ne présente aucun lien ni accroche avec le système viaire rural. Elle est un alignement de grands végétaux de près de soixante-quinze ans, une figure géométrique faisant songer aux grands mégalithes gaulois. », commentait en 1996 Anne Fortier Kriegel. Ces arbres dégagent de façon naturelle une légère odeur de citronnelle. L’allée déboucle sur une clairière, avec un oratoire, l’oratoire de la Vierge, qui a été édifié en 1865. Un pèlerinage s'y déroule chaque année le deuxième dimanche de mai.
On peut trouver également dans cet arboretum de l'oxalis, des géraniums des bois (de juin à août), et des champignons,, dont le Phallus impudicus célèbre pour son odeur.
Certains arbres, numérotés à la peinture, font partie d'une placette d'observation phytosanitaire, mise en place en 1985, pour l'étude de l'influence des pluies acides sur les peuplements résineux.

### Sources sur le web
- « Panoramio Arboratum Vendresse », sur le site www.panoramio.com.
- « Arboretum du bois d la Vierge. Sur les pas du professeur Bouin. », sur le site www.balado.fr.
- « Vendresse, arboretum et église », sur le site Tourisme Ardenne.
- « Le bois de la Vierge », sur le site www.rando-cretes.fr.